# Енс (Нідерланди)
Енс (нід. Ens) — село в Нідерландах, у муніципалітеті Нордостполдер, провінція Флеволанд. Розташоване у південній частині муніципалітету, за 10 км на південний схід від адміністративного центру, міста Еммелорд. На південний захід від Енса лежить регіон Камперзанд із піщаними ґрунтами, призначеними для вирощування квітів. Площа, підпорядкована селу, становить 42,75 км², з яких 42,39 км² становить суходол, 0,35 км² — водна поверхня.

## Походження назви
Село Енс назване на честь зниклого поселення на півдні острова Схокланд, який через осушення затоки Зейдерзе став частиною материка.
Топонім «Енс» має довгу історію. У 793 році літописи зафіксували місцевий гідронім Enedseae, який походив від германського anud-saiwa і означав «Качине море» — у цій місцевості водилося багато птахів. У 1150 році зустрічається його форма Endesle, у 1302 році — Enesce і у 1324 році — Enze. Пізніше від цього гідроніму і пішла назва поселення Енс на Схокланді.

## Історія

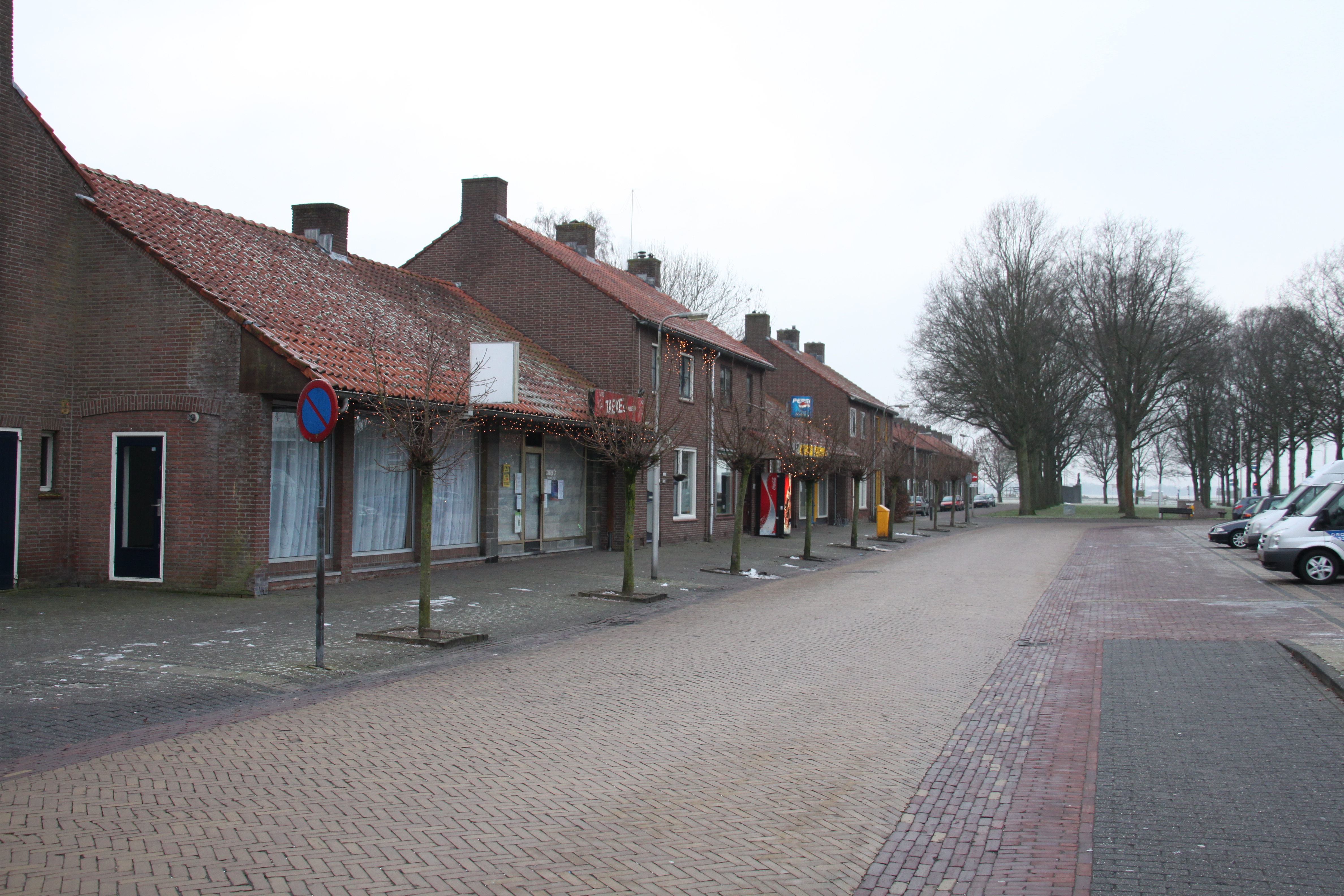
Головна вулиця Енса

Історія сучасного села Енс почалася на початку 1940-х років, коли завершувалося осушення Зейдерзее і створення польдеру Нордостполдер. За планом заселення новоствореного польдеру 10 листопада 1941 року було створене барачне містечко Рамспол, де оселялися майбутні мешканці сел Нордостполдера. Влітку 1943 року поселенці заснували село С (так воно називалося у проектній документації) — майбутній Енс, а 1946 року в Енсі з'явилися перші постійні будівлі.

## Інфраструктура
В Енсі діє кілька середніх школ і церков, існує аматорський футбольний клуб SV Ens.

## Транспорт

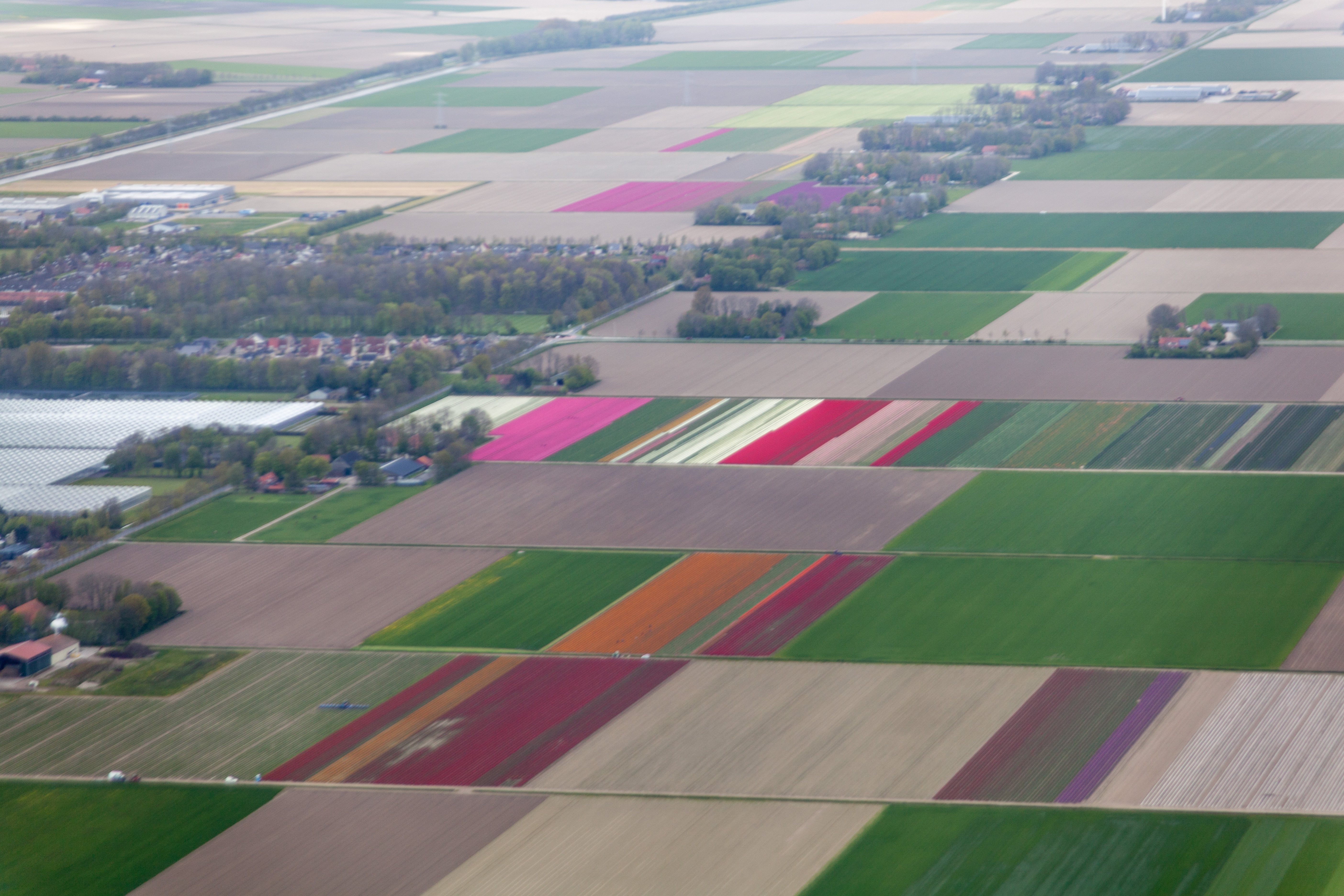
Тюльпанові поля коло Енса

Подібно до інших населених пунктів Нордостполдера, в Енсі немає залізничного сполучення, найближча залізнична станція розташована в Кампені.
Громадський транспорт представлений єдиним автобусним маршрутом № 141, який сполучає Енс із Урком, Толлебеком, Еммелордом, Камперейландом і Кампеном.
З заходу повз Енс пролягає регіональний автошлях N50, що сполучає Енс із Еммелордом і Кампеном. До 2012 року цей шлях пролягав через Енс, проте у 2012 році його пересунули за межі села, розширили до двох смуг у кожному напрямку і збудували «конюшинну» транспортну розв'язку. Маршрут і зупинки автобуса № 141 відповідно перенесли з центру на край села.
Кріз Енс проходить місцевий шлях N352 Zuiderringweg, який єднає населені пункти півдня Нордостполдера і муніципалітет Урк.

## Демографія
Станом на 2017 рік у селі мешкало 2 955 осіб, з яких 1 505 чоловіків і 1 450 жінок. Серед мешканців було 160 осіб іноземного походження. Кількість домогосподарств — 1 190.

## Видатні уродженці
- Еверт ван Бентхем (нар. 1958) — нідерландський ковзаняр.
- Вірт Омта (нар.1946) — нідерландський політик.

## Пам'ятки
На території села Енс розташовані 3 національні пам'ятки (rijksmonument) та 19 пам'яток місцевого значення (gemeentelijke monument).

### Галерея

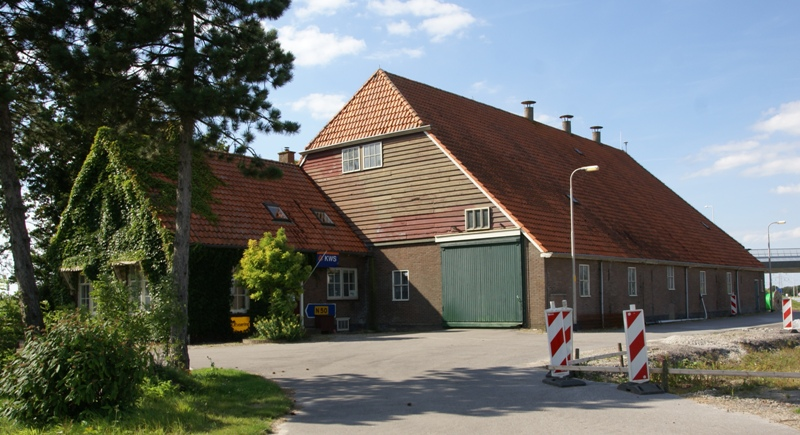
Ферма 1943 року
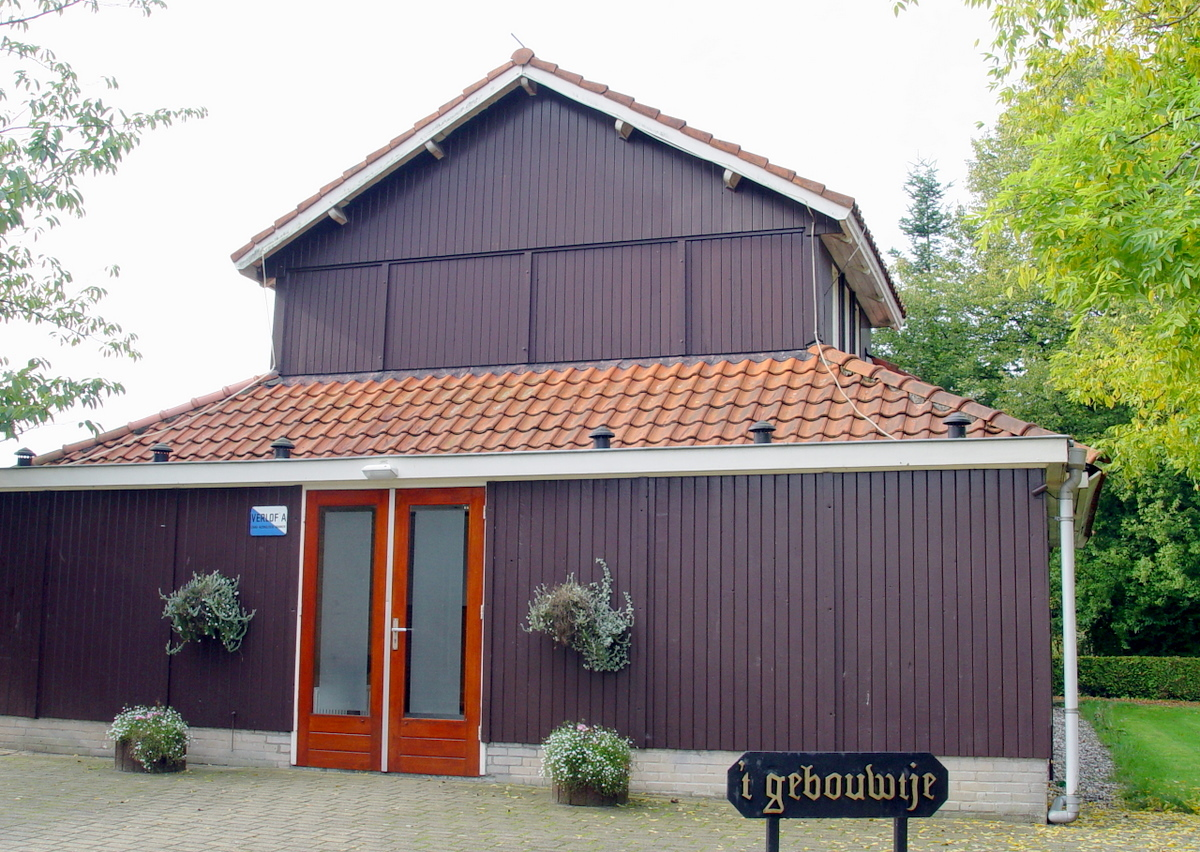
Римо-католицька церква, зведена у 1948 році
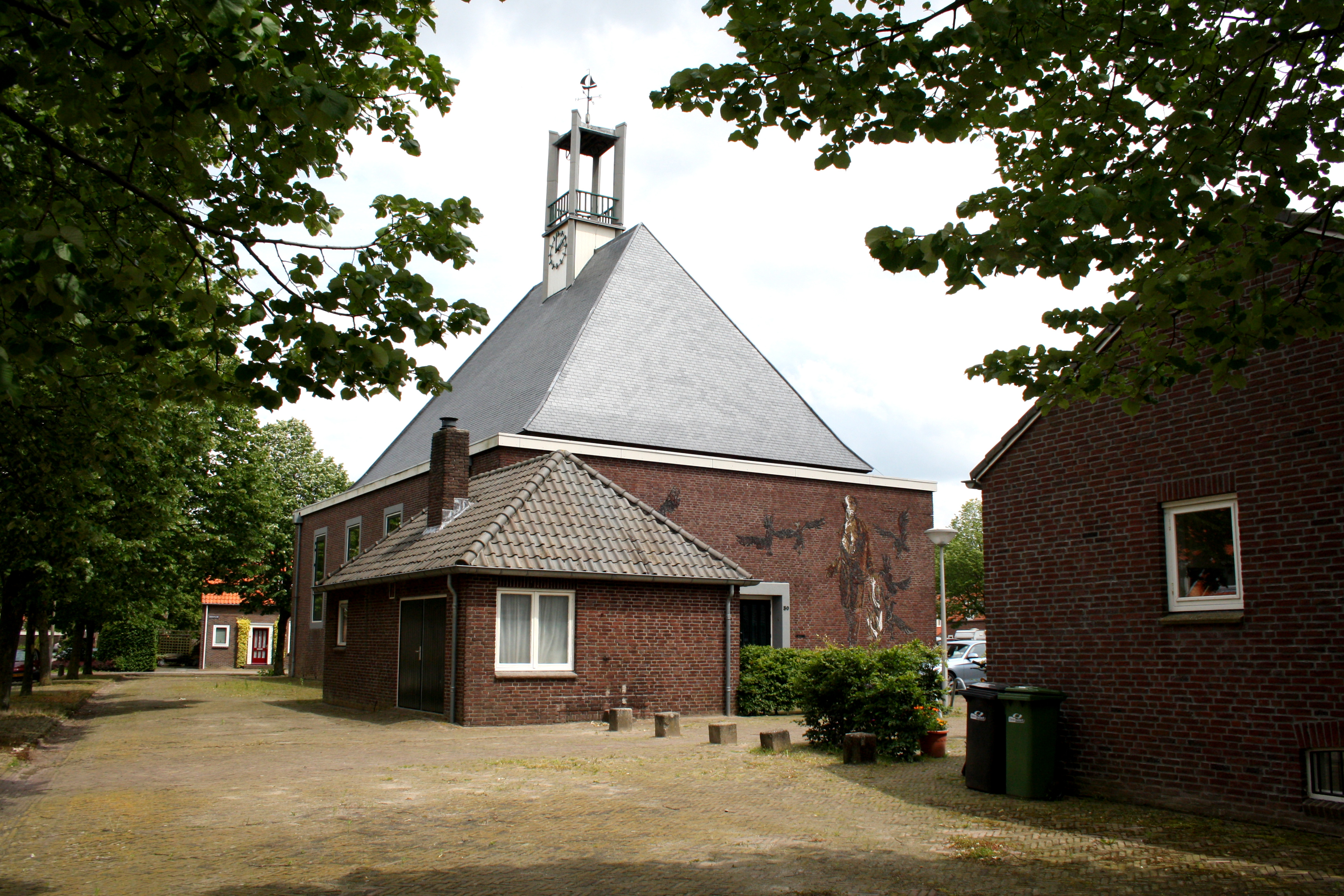
Реформатська церква, зведена у 1952 році
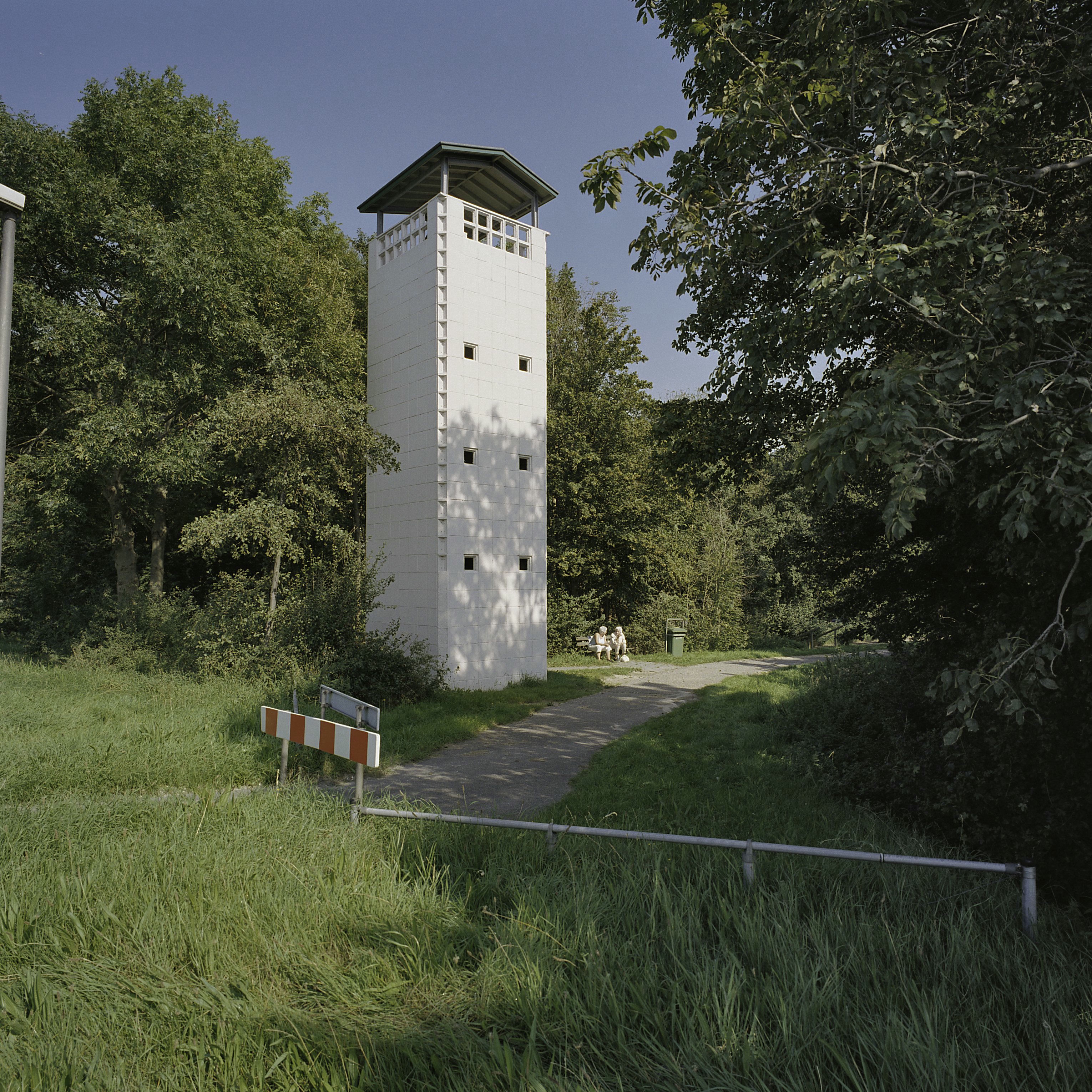
Сторожова вежа
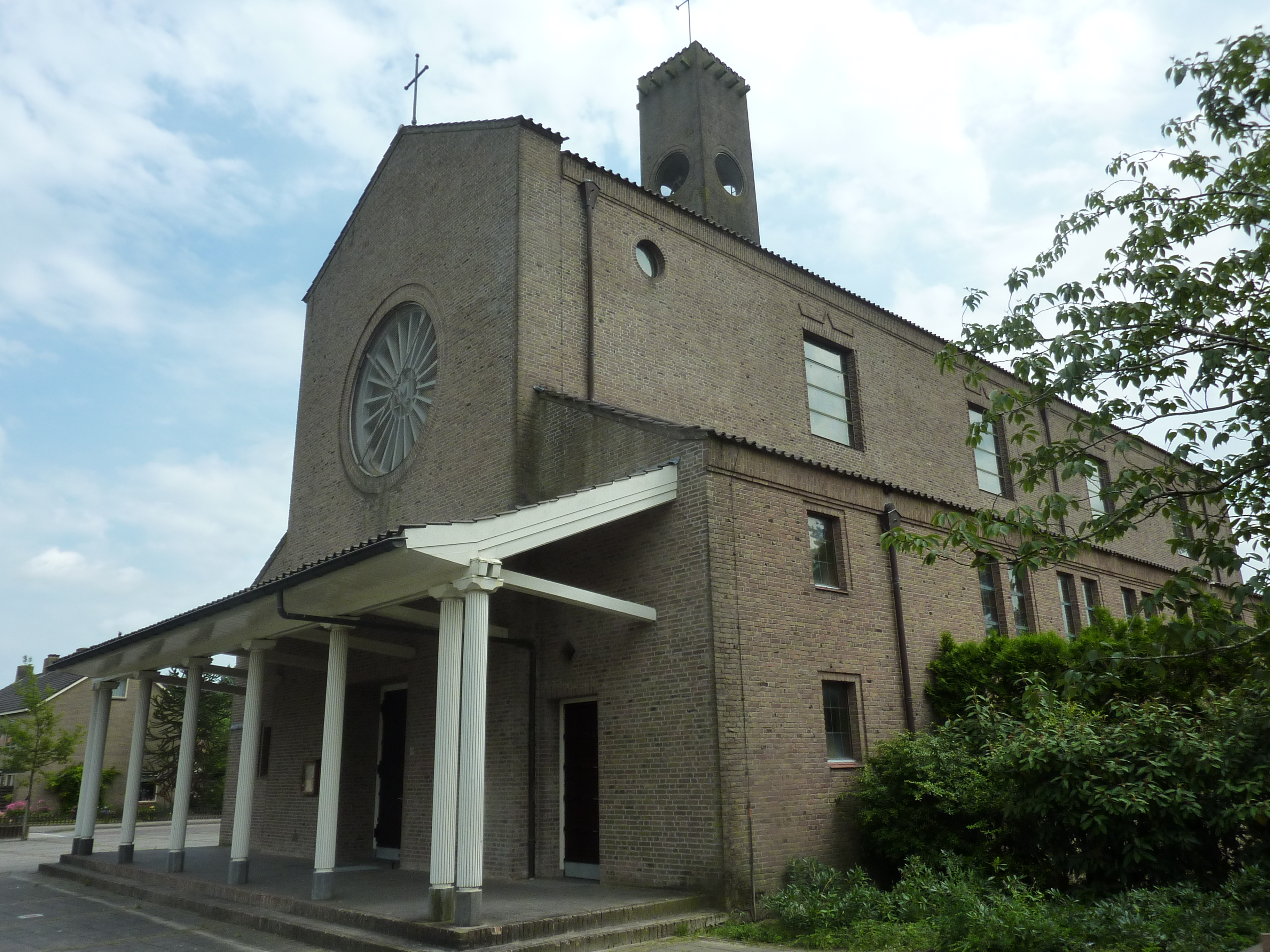
Римо-католицька церква Діви Маріх, зведена у 1955 році